# Wadi Zabid
Wadi Zabid – wadi w zachodnim Jemenie. Liczy 212 kilometrów. Obszar dorzecza to 5257 km². Wypływa na południe od miasta Zamar. Przepływa przez miejscowości Al-Mabraz i Suk al-Gharrahi i wpływa, jako jedyna w kraju, do Morza Czerwonego na południe od miasta Al-Hudajda i na północ od miasta Al-Hauha. Wykorzystywana jest do nawadniania.